# Jan Michalski (ur. 1962)
Jan Michalski (ur. 27 grudnia 1962 w Lubaniu) – polski przedsiębiorca, działacz sportowy, samorządowiec i polityk, senator VIII kadencji.

## Życiorys
Jest absolwentem Instytutu Systemów Informatycznych Wydziału Elektroniki Politechniki Wrocławskiej. W 1990 rozpoczął własną działalność gospodarczą, otwierając w Zgorzelcu hurtownię zabawek. W latach 2002–2006 był prezesem spółki Centrum Sportowo-Rekreacyjne, zajmującej się zarządzaniem obiektami sportowymi w Zgorzelcu. W 2008 został prezesem klubu koszykarskiego Turów Zgorzelec.
W 1998 został wybrany do rady miejskiej Zgorzelca z listy Unii Wolności, w której zasiadał przez jedną kadencję. W 2006 bez powodzenia kandydował do rady powiatu zgorzeleckiego. Objął natomiast stanowisko wicestarosty tego powiatu z rekomendacji Platformy Obywatelskiej. W 2008 został odwołany w związku z rozpadem koalicji rządzącej w starostwie.
W wyborach w 2011 był kandydatem PO do Senatu w okręgu wyborczym nr 1. W głosowaniu uzyskał 33 641 głosów (35,55%), co dało mu pierwsze miejsce w okręgu i tym samym mandat senatorski. Został członkiem Komisji Gospodarki Narodowej oraz Komisji Rodziny i Polityki Społecznej (od 2012 jako jej wiceprzewodniczący). W 2015 bez powodzenia ubiegał się o senacką reelekcję, a w 2018 kandydował do sejmiku dolnośląskiego. Mandat radnego województwa VI kadencji objął natomiast w 2023; nie startował w wyborach w 2024.